# 대륙법계

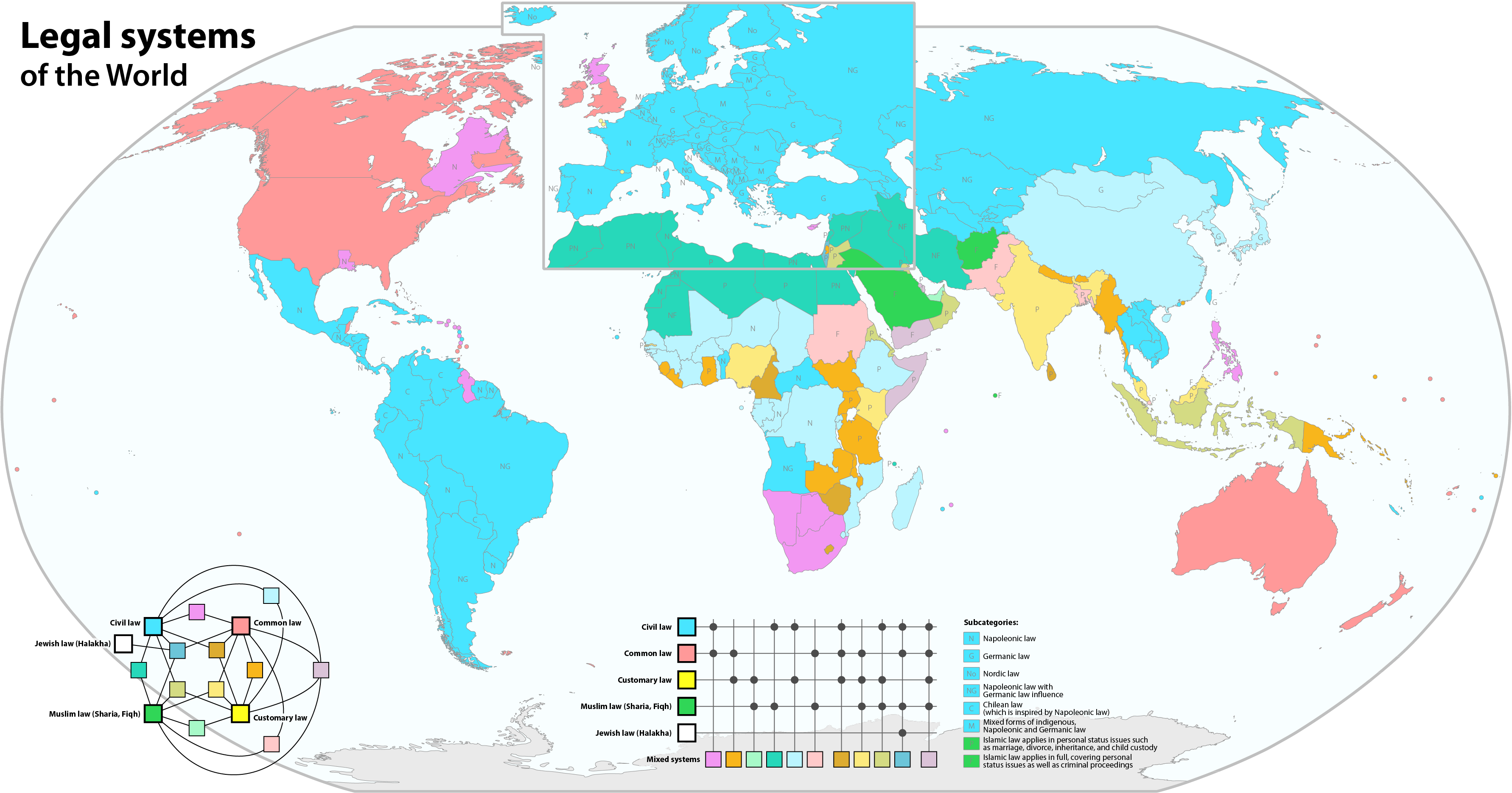
세계의 법체계

대륙법(大陸法, civil law)은 로마법에 기원을 둔 법률 체계이다. 보통, 성문화되었다. 그리고 판사에 의해 적용되고 해석되었다.
그러나 현대의 체계는 나폴레옹 법전과 베게베(독일어: BGB, Bürgerliches Gesetzbuch)로 유명한 19세기 성문법 운동의 산물이다.
대륙법은 세계법전에 광범위한 영향을 미쳤다.
아래에서 자세히 살펴보는바와 같이, 스코틀랜드와 남아공의 민법은 불문법이고, 스칸디나비아 국가들의 민법도 대부분 성문화되어 있지 않다.

## 개관
대륙법 체계는 대륙법계 국가에서의 법률적인 전통이다. 그러나 캐나다 퀘백주, 미국 루이지에나주, 미국령 푸에르토리코, 일본, 라틴 아메리카, 그리고 대부분의 유럽 식민지 국가들에서도 그러한 전통을 따른다.
스코틀랜드의 법률 체계는 대개 로마법(성문법)에 기초한 스코틀랜드 법(Scots law, 불문법)의 혼합된 체계로 여겨진다.
미국 서부와 서남부 지역에서는 이혼이나 용수권(water rights) 등에서 이베리아 반도의 대륙법의 영향을 받은 것이 나타난다. 이것은 북동부 주들이 영국 보통법에 뿌리를 둔 것과는 다른 것이다.

## 역사
대륙법은 로마법에 기초했다. 특히 유스티니아누스 1세(Justinian I) 황제의 시민법(Corpus Juris Civilis)에 기초했다. 이것은 후에 중세시대에 법학자들에 의해 연구개발되었다.

## 특징
대륙법과 보통법은 형사절차에서도 상당한 차이를 보이고 있다. 대개의 경우 대륙법 체계 내의 판사는 사안의 사실관계 확정에 대하여 보다 적극적인 역할을 담당한다. 대부분의 대륙법 국가는 규문주의라고 불리는 방식을 통하여 사안을 규명한다. 또한 대륙법 체계는 구두변론보다는 문서화된 조서에 의존하는 경향이 있다.
대륙법 체계의 경우 무죄 추정의 원칙이 적용되지 않는다고 통상 여겨지고 있으나, 이는 사실과 다르며, 이 경우에도 무죄 추정의 원칙은 적용된다.
규문주의는 기소자와 심판자의 동일성으로 인하여 심판자의 중립성이 보장되지 아니하는 단점이 있으므로, 대륙법 체계의 경우에도 규문주의는 극복되었다고 일반적으로 서술되고 있다. 대륙법 체계의 입장에서는 영미법계는 당사자주의적인 경향이, 대륙법계는 직권주의적인 경향이 있다고 통상 서술되고 있다.

## 대륙법계 국가들
- 프랑스 민법: 프랑스, 베네룩스 국가들, 이탈리아, 스페인, 포르투갈, 그리고 이들의 식민지였던 국가들
- 독일 민법: 독일, 대한민국, 오스트리아, 스위스, 그리스, 터키, 일본, 중화민국
- 스칸디나비아 민법: 덴마크, 스웨덴, 핀란드, 노르웨이, 아이슬란드
- 중국 민법: 민법과 국민을 전체주의 체제로 개조하는 법들을 합친것이다.

## 같이 보기
- 법계
- 세계의 법계
- 영미법

## 관련 서적
- MacQueen, Hector L. "Scots Law and the Road to the New Ius Commune 보관됨 2018-08-25 - 웨이백 머신." Electronic Journal of Comparative Law 4, no. 4 (December 2000).
- Moustaira Elina N., Comparative Law: University Courses (in Greek), Ant. N. Sakkoulas Publishers, Athens, 2004, ISBN 960-15-1267-5